# Домонти
Домонти — український княжий рід XV—XVI ст. відгалуження роду Глинських. Тримали значні володіння на Лівобережній Україні, які наприкінці XVI ст. перейшли до князів Вишневецьких. Можливо були предками старшинського роду Домонтовичів.
Саме князі Домонти були засновниками міста Домонтова, яке було центром Домонтовської козацької сотні.